# Rue Saint-Bruno (Lyon)
Pour les articles homonymes, voir Rue Saint-Bruno.
La rue Saint-Bruno est une voie du quartier des Chartreux dans le 1er arrondissement de Lyon, en France.

## Situation et accès
La rue commence rue des Chartreux et aboutit rue de la Tourette. La circulation est dans le sens inverse de la numérotation et à double-sens cyclable avec un stationnement d'un seul côté. 

## Origine du nom
Saint Bruno (1030-1101) est le fondateur de l'ordre des Chartreux.

## Histoire
La rue est ouverte avant 1845et reçoit dès le départ le nom de Saint-Bruno, en souvenir de la chartreuse de Lyon qui se trouvait à proximité de cette voie. La rue Saint-Bruno absorbe l'impasse Saint-Bruno en 1860.